# Walk Away
Walk Away is een nummer van de Amerikaanse zangeres Kelly Clarkson uit 2006. Het is de vierde single van haar tweede studioalbum Breakaway.
Volgens Clarkson gaat het nummer over "als iets niet werkt, dat je dan gewoon weg moet gaan, en niet moet blijven zodat het erger wordt". "Walk Away" werd in diverse landen een hit. In de Amerikaanse Billboard Hot 100 bereikte het de 12e positie. In Nederland wist het nummer geen hitlijsten te bereiken, terwijl het in Vlaanderen de 2e positie in de Tipparade bereikte.